# Бора Иљовски
Бора Иљовски (Дренова, Егејска Македонија, 17. јул 1942 — Београд, Србија 14. октобар 2013) био је српски сликар. Бора Иљовски био је један од најутентичнијих и најбољих протагониста сликарског модернизма.

## Биографија
Бора Иљивски је рођен 17. јула 1942. у Дренови код Флорине (Егејска Македонија, Грчка). Након окончања грађанског рата у Грчкој 1949. године са осталим избеглицама бива депортован за Пољску.
У Југославију, тачније Београд, долази 1956. Уписује Академију за ликовне уметности 1961. године и завршава је 1968. године у класи професора Ђорђа Бошана, код кога завршава и постдипломске студије.
Крајем 70-их и 80-их настају најзначајнија дела овог уметника: Поново и увек, Никад превазиђено, Узенимирени шаблони, На црном пољу, Лична свита, Жути цртеж на црвеном пољу и тако даље. То је и време његове пуне афирмације на југословенској сцени, што потврђује и избор за југословенског представника на 41. Бијеналу у Венецији 1982. године.
Један је од најособенијих сликара у Србији и некадашњој Југославији, јер је изградио стваралачки рукопис заснован на pattern-у, на форми „шаре“ која испуњава површину његових платана.
Бора Иљовски је преминуо у понедељак 14. октобра 2013. године, у својој 71. години. Истакнути уметних сахрањен је 16. октобра 2013. на Централном гробљу у Београду.
Његови радови су представљени на више од 20 самосталних изложби и великом броју групних изложби у земљи и иностранству.
Слике му се налазе у бројним јавним и приватним колекцијама у Србији и иностранству.
Добитник је бројних награда и признања укључујући Награду за сликарство на изложби ULUS 68 (1968), Откупну награду града Чачка на 15. Меморијалу Надежде Петровић (1989), Награду Горки лист компаније Синалко за остварење у области културе и уметности (2006), Политикину награду за ликовну уметност из Фонда Владислав Рибникар (2007) итд.

## Монографије
- 2006 Бранислав Димитријевић, Поново и увек, (предговор каталога ретроспективне изложбе), Музеј савремене уметности, Београд